# Klickitat County
Klickitat County ist ein County im US-Bundesstaat Washington der Vereinigten Staaten. Das U.S. Census Bureau hat bei der Volkszählung 2020 eine Einwohnerzahl von 22.735 ermittelt. Der Sitz der Countyverwaltung (County Seat) befindet sich in Goldendale.

## Geographie
Das County hat eine Fläche von 4932 Quadratkilometern; davon sind 82 Quadratkilometer (1,67 Prozent) Wasserfläche.

## Geschichte
Das Klickitat County wurde am 20. Dezember 1859 aus Teilen des Walla Walla Countys gebildet. Benannt wurde es nach den Klickitat, einem Stamm amerikanischer Ureinwohner. Hauptort wurde 1878 Goldendale, das heute noch Sitz der County-Regierung ist.
Für die im Ersten Weltkrieg zu Tode gekommenen aus dem County wurde das Monument Maryhill Stonehenge am Columbia errichtet.
Das Condit-Wasserkraftprojekt wurde 2011 gesprengt.

## Demografische Daten
Nach der Volkszählung im Jahr 2000 lebten im County 19.161 Menschen. Es gab 7.473 Haushalte und 5.305 Familien. Die Bevölkerungsdichte betrug 4 Einwohner pro Quadratkilometer. Ethnisch betrachtet setzte sich die Bevölkerung zusammen aus 87,56 % Weißen, 0,27 % Afroamerikanern, 3,47 % amerikanischen Ureinwohnern, 0,73 % Asiaten, 0,21 % Bewohnern aus dem pazifischen Inselraum und 5,02 % aus anderen ethnischen Gruppen; 2,75 % stammten von zwei oder mehr ethnischen Gruppen ab. 7,81 % der Bevölkerung waren spanischer oder lateinamerikanischer Abstammung.
Von den 7.473 Haushalten hatten 32,30 % Kinder und Jugendliche unter 18 Jahre, die bei ihnen lebten. 57,70 % waren verheiratete, zusammenlebende Paare, 9,10 % waren allein erziehende Mütter. 29,00 % waren keine Familien. 23,80 % waren Singlehaushalte und in 9,00 % lebten Menschen im Alter von 65 Jahren oder darüber. Die Durchschnittshaushaltsgröße betrug 2,54 und die durchschnittliche Familiengröße lag bei 2,99 Personen.
Auf das gesamte County bezogen setzte sich die Bevölkerung zusammen aus 27,10 % Einwohnern unter 18 Jahren, 6,50 % zwischen 18 und 24 Jahren, 25,70 % zwischen 25 und 44 Jahren, 27,00 % zwischen 45 und 64 Jahren und 13,80 % waren 65 Jahre alt oder darüber. Das Durchschnittsalter betrug 40 Jahre. Auf 100 weibliche Personen kamen 99,50 männliche Personen, auf 100 Frauen im Alter ab 18 Jahren kamen statistisch 98,80 Männer.

Das jährliche Durchschnittseinkommen eines Haushalts betrug 34.267 USD, das Durchschnittseinkommen der Familien betrug 40.414 USD. Männer hatten ein Durchschnittseinkommen von 36.067 USD, Frauen 21.922 USD. Das Prokopfeinkommen betrug 16.502 USD. 17,00 % der Bevölkerung und 12,60 % der Familien lebten unterhalb der Armutsgrenze. 22,50 % davon waren unter 18 Jahre und 15,10 % waren 65 Jahre oder älter.